# Моруев, Андрей Юрьевич
Андрей Юрьевич Моруев (род. 6 мая 1970, Петрозаводск) — российский легкоатлет, специалист по метанию копья. Выступал за сборную России по лёгкой атлетике в 1990-х годах, победитель Кубка Европы в личном зачёте, призёр первенств национального значения, участник летних Олимпийских игр в Атланте. Представлял Москву и Вооружённые силы. Мастер спорта международного класса.

## Биография
Андрей Моруев родился 6 мая 1970 года в Петрозаводске, Республика Карелия.
Занимался лёгкой атлетикой в Москве, проходил подготовку под руководством тренеров Евгения Александровича Соколова и Альберта Семёновича Корогодского. Представлял Вооружённые силы.
Впервые заявил о себе на всероссийском уровне в сезоне 1993 года, когда стал серебряным призёром в метании копья на открытом зимнем чемпионате России по длинным метаниям в Краснодаре.
В 1994 году с личным рекордом в 87,34 метра занял первое место в личном зачёте на Кубке Европы в Бирмингеме и тем самым помог своим соотечественникам выиграть бронзовые медали мужского командного зачёта. На последовавшем чемпионате Европы в Хельсинки показал девятый результат.
На Кубке Европы 1995 года в Лилле был вторым и третьим в личном и командном зачётах соответственно. Позже закрыл десятку сильнейших на чемпионате мира в Гётеборге, получил серебро на Всемирных военных играх в Риме.
В 1996 году взял бронзу на чемпионате России в Санкт-Петербурге. Благодаря череде удачных выступлений удостоился права защищать честь страны на летних Олимпийских играх в Атланте — метнул здесь копьё на 77,20 метра и в финал не вышел.
После атлантской Олимпиады Моруев ещё в течение некоторого времени оставался в составе российской национальной сборной и продолжал принимать участие в крупнейших международных стартах. Так, в 1997 году он стал серебряным призёром на чемпионате России в Туле и занял 11-е место на чемпионате мира в Афинах.
За выдающиеся спортивные достижения удостоен почётного звания «Мастер спорта международного класса».
Впоследствии вернулся в Петрозаводск, работал тренером по лёгкой атлетике в СДЮСШОР № 3, принимал участие в соревнованиях в качестве судьи.